# Biesi

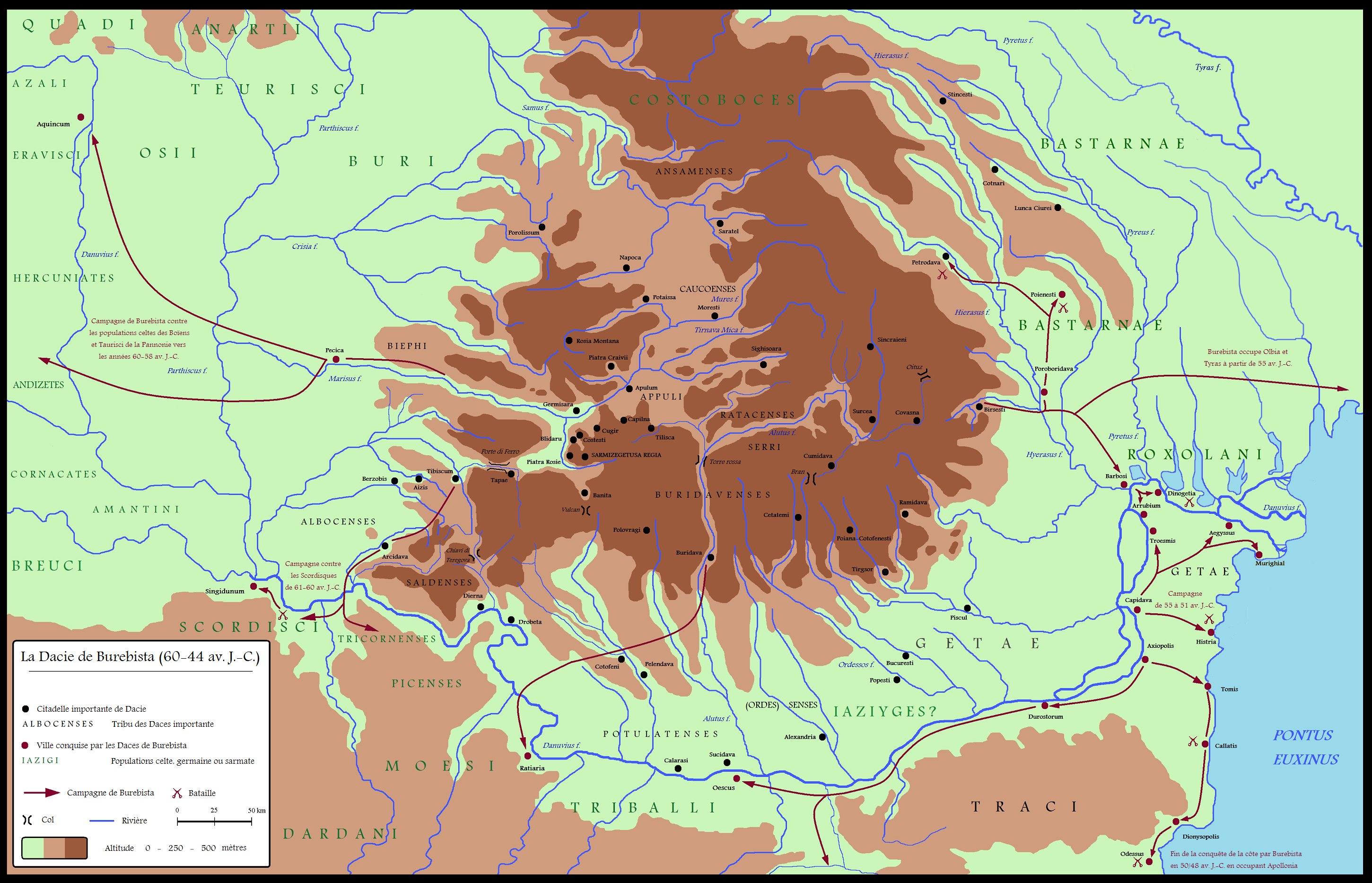
Triburi geto-dacice

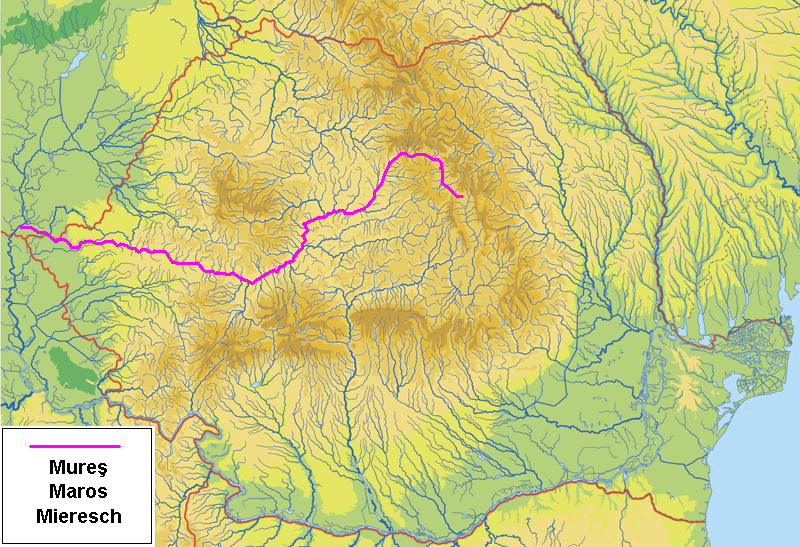
Localizarea râului Mureș pe harta României.

Biesii erau un trib geto-dac pomenit de Ptolemeu și care se aflau pe malurile Mureșului. Ei se învecinau la nord cu piengeții, la nord-vest cu burii, iar spre sud-vest cu sarmații. 